# アル・グリーン
アル・グリーン（Al Green、1946年4月13日 - ）は、アメリカ合衆国の歌手、ソングライター。
「ローリング・ストーンの選ぶ歴史上最も偉大な100人のシンガー」において第14位。「ローリング・ストーンの選ぶ歴史上最も偉大な100組のアーティスト」において第66位。「Q誌の選ぶ歴史上最も偉大な100人のシンガー」において第41位。

## 経歴
アーカンソー州フォレスト・シティに生まれる。子供のころは家族でザ・グリーン・ブラザーズというグループを作り、ゴスペルを歌っていた。高校時代もアル・グリーン&クリエイションズというグループで活動していた。1969年、ハイ・レコードのプロデューサー、ウィリー・ミッチェルと出会う。ミッチェルのプロデュースの下、「タイアード・オブ・ビーイング・アローン」（全米11位）、「レッツ・ステイ・トゥゲザー」（全米1位）、「アイム・スティル・イン・ラヴ・ウィズ・ユー」（全米3位）などがたてつづけにヒットし、一躍スターとなる。
1974年10月、グリーンは彼のガールフレンドから沸騰したコーングリッツを浴びせかけられ、重度のやけどを負ってしまう。その後彼女は拳銃自殺。この出来事に深く心を痛めた彼は牧師になる決意をした。1980年代以降はゴスペル・シンガーに転身、また牧師として宣教活動に力を入れた。
1984年には彼の姿を追ったドキュメンタリー映画"The Gospel According to Al Green"が製作された。
1990年代後半より、ゴスペルと並行してソウル・シーンに戻ってきている。
彼の楽曲は『パルプ・フィクション』や『ノッティングヒルの恋人』などの映画でも使用されている。
1994年の映画『ビバリーヒルズ・コップ3』ではカメオ出演している。

## ディスコグラフィ

### 主なアルバム
- Back Up Train (Hot Line Music Journal '68)
- Green Is Blues (HI 32055 '69)
- Al Green Gets Next to You (HI 32062 '71)
- Let's Stay Together (HI 32070 '72)
- I'm Still in Love with You (HI 32074 '72)
- Call Me (Hi 32077 '73)
- Livin' for You (Hi 32082 '73)
- Explores Your Mind (Hi 32087 '74)
- Al Green Is Love (Hi 32092 '75)
- Full of Fire (Hi 32097 '76)
- Have a Good Time (Hi 32103 '76)
- The Bell Album (Hi 6004 '77)
- Truth N' Time (Hi 6009 '78)
- You Heart's in Good Hands (MCA '95)
- I Can't Stop (Blue Note 2003)
- Everything's OK (Blue Note 2005)
- Lay It Down (Blue Note 2008)